# 2e étape du Tour d'Italie 2007
La 2e étape du Tour d'Italie 2007 a eu lieu le 13 mai, en Sardaigne. Le parcours de 203 kilomètres qui reliait Tempio Pausania, dans la province de Sassari, à Bosa Marina, dans celle d'Oristano, a couronné l'australien Robbie McEwen.

## Récit
Une échappée de 5 coureurs se détache au 9e kilomètre. Il s'agiit de Frédéric Bessy, Pavel Brutt, Mauro Facci, Arnaud Labbe et Simone Masciarelli. Plus tard, l'échappée se réduit à 3 coureurs. Le coureur russe Pavel Brutt est le dernier à avoir été repris par le peloton à environ 15 kilomètres de l'arrivée, il a aussi franchi en tête la seule difficulté comptant pour le classement de la montagne ce qu'il lui a permis d'endosser le maillot vert de leader du classement de la montagne à l'arrivée.
À 1200 mètres de l'arrivée une chute a eu lieu et on craint à l'abandon de deux coureurs italiens, Andrea Tonti et Manuele Mori. La victoire finale s'est jouée entre les sprinteurs Alessandro Petacchi, Paolo Bettini et Robbie McEwen et a tourné à l'avantage de ce dernier.
Le maillot rose de leader du classement général est revenu à Danilo Di Luca qui a franchi la ligne d'arrivée avant ses coéquipiers ayant le même temps au général après ces deux premières étapes.

## Classement de l'étape
| \| 1. \| Robbie McEwen \| Australie \| en \| 5 h 07 min 13 s \| \| 2. \| Paolo Bettini \| Italie \| + \| m.t. \| \| 3. \| Alessandro Petacchi \| Italie \| \| m.t. \| \| 4. \| Assan Bazayev \| Kazakhstan \| \| m.t. \| \| 5. \| Maximiliano Richeze \| Argentine \| \| m.t. \| \| 6. \| Alexandre Usov \| Biélorussie \| \| m.t. \| \| 7. \| José Joaquín Rojas \| Espagne \| \| m.t. \| \| 8. \| Stefano Garzelli \| Italie \| \| m.t. \| \| 9. \| Lorenzo Bernucci \| Italie \| \| m.t. \| \| 10. \| George Hincapie \| États-Unis \| \| m.t. \| |                     |             |    |                 |
| 1. | Robbie McEwen       | Australie   | en | 5 h 07 min 13 s |
| 2. | Paolo Bettini       | Italie      | +  | m.t.            |
| 3. | Alessandro Petacchi | Italie      |    | m.t.            |
| 4. | Assan Bazayev       | Kazakhstan  |    | m.t.            |
| 5. | Maximiliano Richeze | Argentine   |    | m.t.            |
| 6. | Alexandre Usov      | Biélorussie |    | m.t.            |
| 7. | José Joaquín Rojas  | Espagne     |    | m.t.            |
| 8. | Stefano Garzelli    | Italie      |    | m.t.            |
| 9. | Lorenzo Bernucci    | Italie      |    | m.t.            |
| 10. | George Hincapie     | États-Unis  |    | m.t.            |

## Classement général
| \| 1. \| Danilo Di Luca \| Italie \| en \| 5 h 40 min 51 s \| \| 2. \| Enrico Gasparotto \| Italie \| + \| m.t. \| \| 3. \| Vincenzo Nibali \| Italie \| \| m.t. \| \| 4. \| Charles Wegelius \| Royaume-Uni \| \| m.t. \| \| 5. \| Andrea Noè \| Italie \| \| m.t. \| \| 6. \| Franco Pellizotti \| Italie \| \| m.t. \| \| 7. \| Paolo Savoldelli \| Italie \| \| 13 s \| \| 8. \| Andrey Mizourov \| Kazakhstan \| \| m.t. \| \| 9. \| Eddy Mazzoleni \| Italie \| \| m.t. \| \| 10. \| Sergueï Yakovlev \| Kazakhstan \| \| m.t. \| |                   |             |    |                 |
| 1. | Danilo Di Luca    | Italie      | en | 5 h 40 min 51 s |
| 2. | Enrico Gasparotto | Italie      | +  | m.t.            |
| 3. | Vincenzo Nibali   | Italie      |    | m.t.            |
| 4. | Charles Wegelius  | Royaume-Uni |    | m.t.            |
| 5. | Andrea Noè        | Italie      |    | m.t.            |
| 6. | Franco Pellizotti | Italie      |    | m.t.            |
| 7. | Paolo Savoldelli  | Italie      |    | 13 s            |
| 8. | Andrey Mizourov   | Kazakhstan  |    | m.t.            |
| 9. | Eddy Mazzoleni    | Italie      |    | m.t.            |
| 10. | Sergueï Yakovlev  | Kazakhstan  |    | m.t.            |

## Classements annexes
| Classement par points      | Total  |
| -------------------------- | ------ |
| Robbie McEwen Australie    | 25 pts |
| Paolo Bettini Italie       | 20 pts |
| Alessandro Petacchi Italie | 16 pts |

| Classement de la montagne | Total |
| ------------------------- | ----- |
| Pavel Brutt Russie        | 5 pts |
| Mauro Facci Italie        | 3 pts |
| Frédéric Bessy France     | 8 pts |

| Classement du meilleur jeune | Total           | Total           |
| ---------------------------- | --------------- | --------------- |
| Enrico Gasparotto Italie     | 5 h 40 min 51 s | 5 h 40 min 51 s |
| Vincenzo Nibali Italie       | +               | m.t.            |
| Andy Schleck Luxembourg      |                 | 30 s            |

| Classement par équipes | Total            | Total            |
| ---------------------- | ---------------- | ---------------- |
| Liquigas Italie        | 15 h 55 min 17 s | 15 h 55 min 17 s |
| Astana Suisse          | +                | 13 s             |
| Team CSC Danemark      |                  | 30 s             |